# マージ・レコード
マージ・レコード (Merge Records) はアメリカ合衆国ノースカロライナ州ダーラムのインディー・レコードレーベル。主にインディーロックを扱っており、アーケイド・ファイアやスーパーチャンクを輩出したことで知られている。

## 略歴・概要

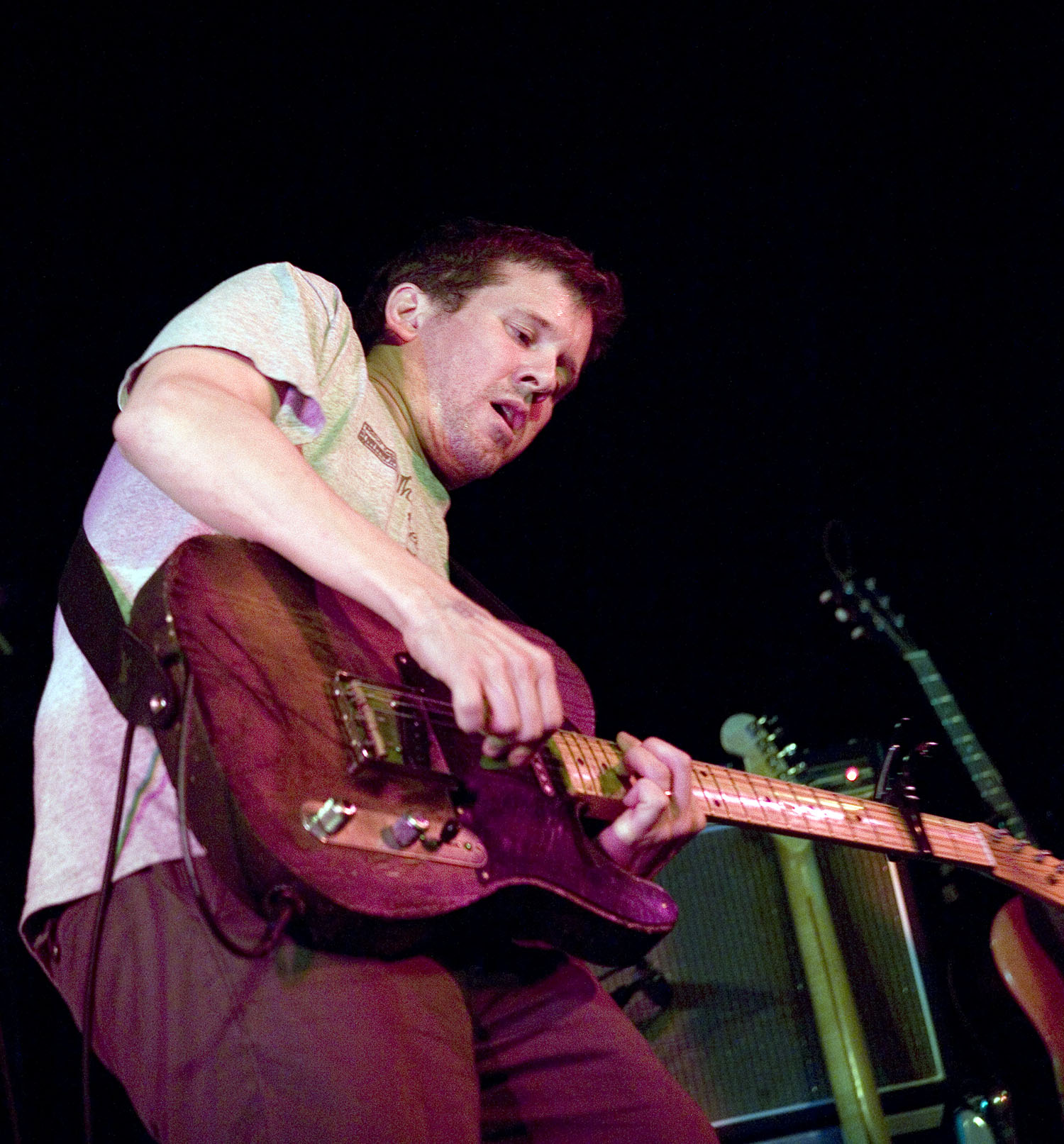
マージ・レコーズ創設者のマック・マコーン

1989年、スーパーチャンクのメンバーでもあるマック・マコーン (Mac McCaughan) とローラ・バランス (Laura Ballance) によってノースカロライナ州チャペルヒルで設立される。当初は自身のバンドや友人のシングル、カセットをリリースするという小規模な運営であった。
1998年2月、ニュートラル・ミルク・ホテルの2枚目のアルバム『In the Aeroplane Over the Sea』をリリース。ピッチフォークが90年代の名盤リストで4位に選んだほか、Q誌、SPIN誌など多くの音楽メディアから評価を受けた。
1999年9月、The Magnetic Fieldsのアルバム『69 Love Songs』をリリース。ローリング・ストーンの選ぶオールタイム・ベストアルバム500で465位に選ばれた。
2001年、ノースカロライナ州ダーラム郊外にオフィスを移動する。
2002年8月、スプーンの4枚目のアルバム『Kill the Moonlight』をリリースする。ピッチフォークが2000年代のベストアルバムの19位に、ローリング・ストーン誌が51位に選んだ。
2004年9月、アーケイド・ファイアのデビューアルバム『フューネラル』がレーベルの作品として初めてBillboard 200にランクインし最高位131位を記録、アメリカでゴールドディスクを獲得する。このアルバムはローリング・ストーンの選ぶオールタイム・ベストアルバム500で151位に選ばれた他、ピッチフォーク、Paste誌、NME、ローリング・ストーン誌などの音楽メディアが2000年代のベストアルバムトップ10に選んだ。また第48回グラミー賞で最優秀オルタナティヴ・アルバム賞にノミネートされた。
2007年3月にはアーケイド・ファイアの2枚目のアルバム『ネオン・バイブル』をリリース、Billboard 200で2位、カナダで1位を記録する。このアルバムをA.V. Club、NME、ローリング・ストーン誌などが年間ベストアルバムの上位に選んだ。また第50回グラミー賞で最優秀オルタナティヴ・アルバム賞にノミネートされた。

7月、スプーンの6枚目のアルバム『ガ・ガ・ガ・ガ・ガ』がBillboard 200で10位を記録。ピッチフォーク、ローリング・ストーン誌が年間ベストアルバムトップ10に選んだ。

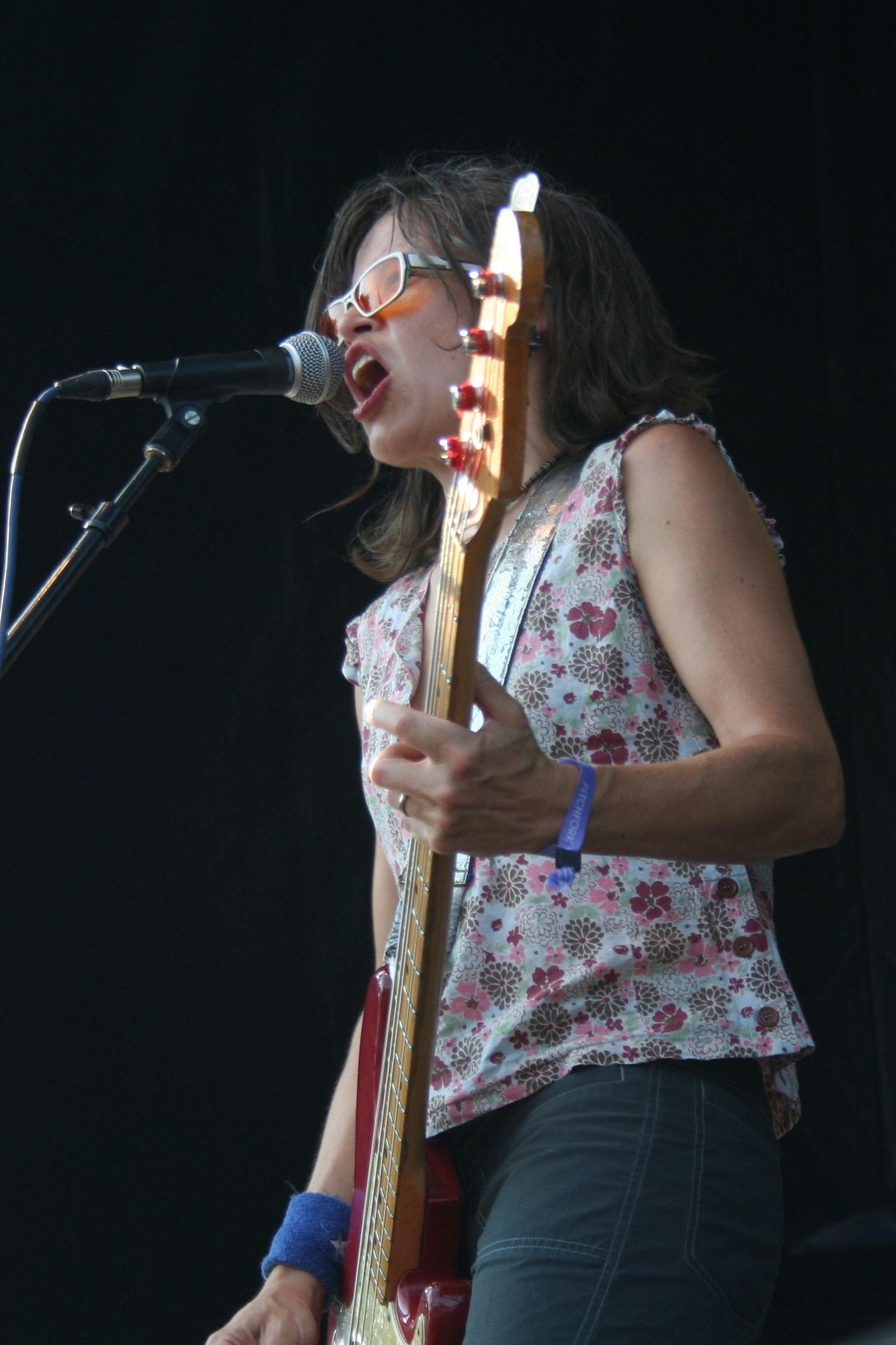
マージ・レコーズ創設者のローラ・バランス

2008年3月、シー&ヒムのデビューアルバム『Volume One』をリリース。ペーストが年間ベストアルバムの1位に選んだ。
2009年、レーベル設立20周年を記念し6日間に及ぶフェスティヴァルXX Mergeを開催、17枚組のスペシャル・ボックスセットも発売された。
2010年8月、アーケイド・ファイアの3枚目のアルバム『ザ・サバーブス』をリリースしBillboard 200で初登場1位を記録、レーベル初の全米ナンバーワンヒットとなった。カナダ、イギリス、アイルランド、ノルウェー、ベルギーでも1位を獲得し、アメリカでゴールドディスクを獲得する。このアルバムを多くの音楽メディアが年間ベストアルバムの上位に選び、第53回グラミー賞では年間最優秀アルバム賞を受賞した。
2011年1月、Destroyerの9枚目のアルバム『Kaputt』をリリースする。ピッチフォークが年間ベストアルバム2位に選ぶなど、多くの音楽メディアから評価を受けた。

9月、Wild Flagのデビューアルバム『Wild Flag』をリリースする。このアルバムをローリング・ストーン誌、SPIN誌が年間ベストアルバムのトップ10に選んだ。
2013年11月、アーケイド・ファイアの4枚目のアルバム『リフレクター』をリリースしBillboard 200で初登場1位を記録する。ピッチフォーク、NME、ローリング・ストーン誌など多くの音楽メディアが年間ベストアルバムのトップ10に選んだ。

## 主要アーティスト
※過去に在籍したアーティストも含む

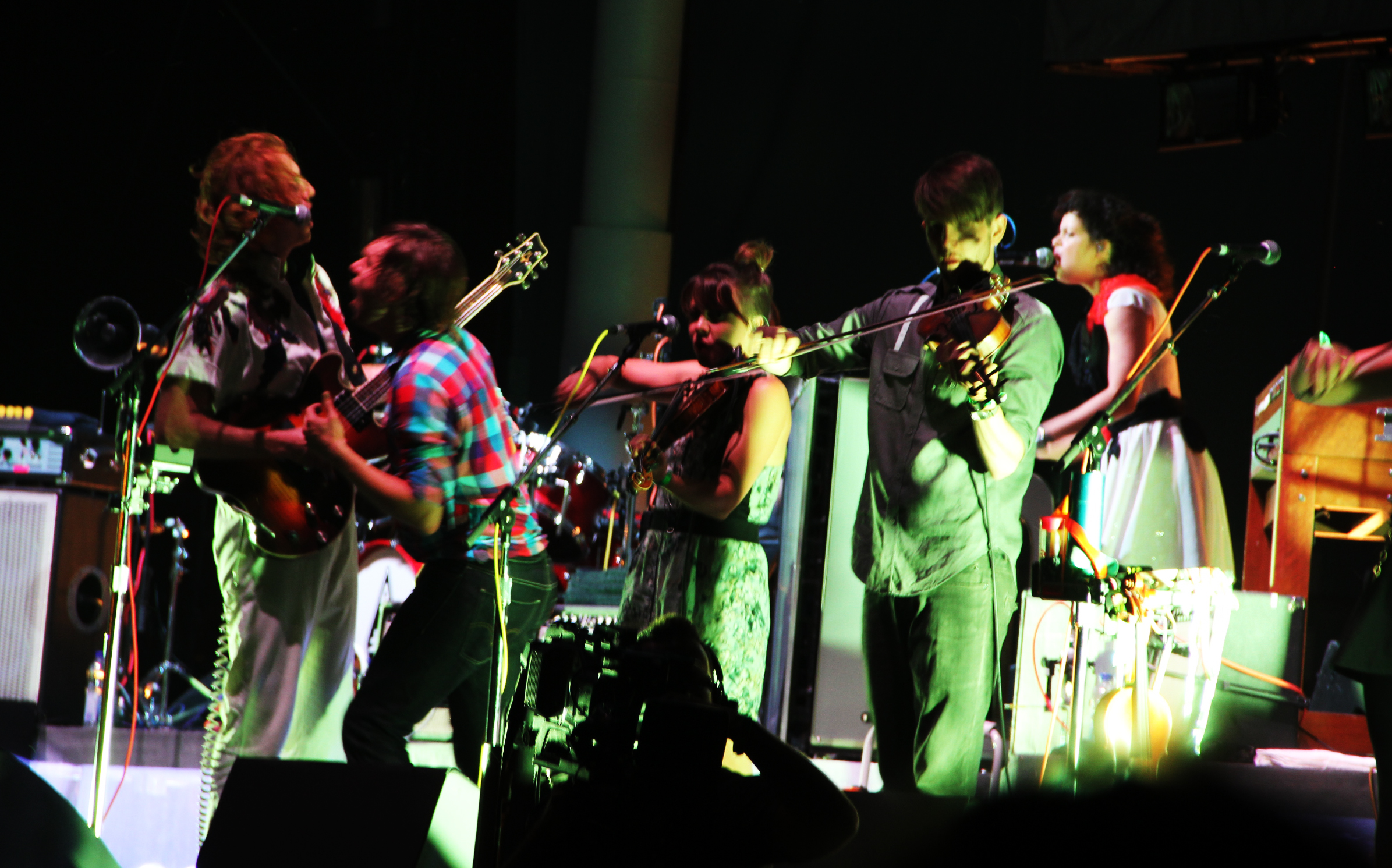
Arcade Fire

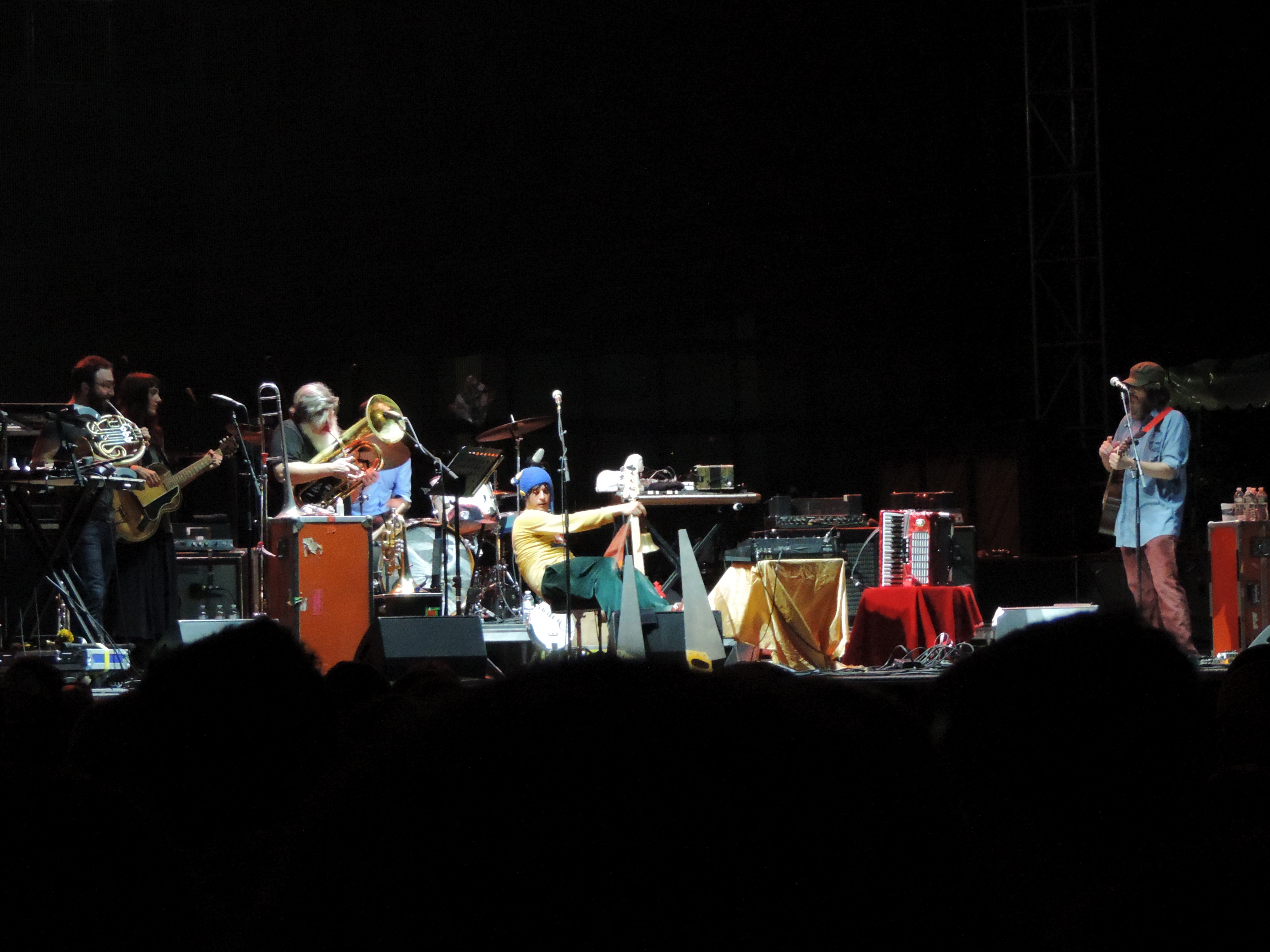
Neutral Milk Hotel

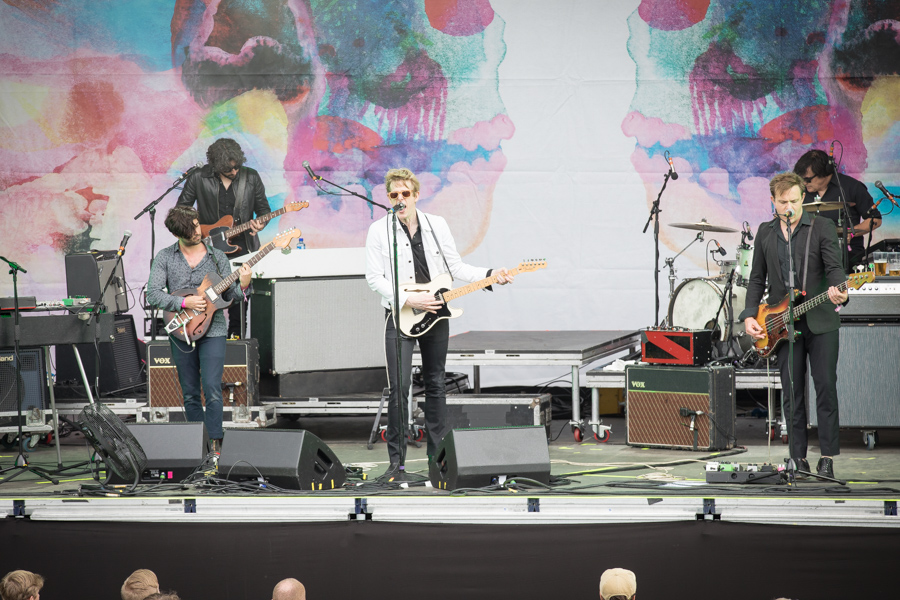
Spoon

- アメリカン・ミュージック・クラブ (American Music Club)
- …アンド・ユー・ウィル・ノウ・アス・バイ・ザ・トレイル・オブ・デッド (...And You Will Know Us by the Trail of Dead)
- アーケイド・ファイア (Arcade Fire)
- ルー・バーロウ (Lou Barlow)
- バズコックス (Buzzcocks)
- カメラ・オブスキュラ (Camera Obscura)
- カリブー (Caribou)
- コナー・オバースト (Conor Oberst)
- クルーキッド・フィンガーズ (Crooked Fingers)
- デストロイヤー (Destroyer)
- ダイナソーJr (Dinosaur Jr)
- イースト・リヴァー・パイプ (East River Pipe)
- ジ・エセックス・グリーン (The Essex Green)
- インペリアル・ティーン (Imperial Teen)
- デービッド・キルガー (David Kilgour)
- ザ・レディバグ・トランジスター (The Ladybug Transistor)
- ラムチョップ (Lambchop)
- ザ・ラヴ・ランゲージ(The Love Language)
- ザ・マグネティック・フィールズ (The Magnetic Fields)
- マイカル・クローニン (Mikal Cronin)
- ザ・ミュージック・テープス (The Music Tapes)
- ニュートラル・ミルク・ホテル (Neutral Milk Hotel)
- ロバート・ポラード (Robert Pollard)
- ポルヴォ (Polvo)
- ポータスタティック (Portastatic)
- プラム (Pram)
- ローズバッズ (The Rosebuds)
- シーウィード (Seaweed)
- シー&ヒム (She & Him)
- スプーン (Spoon)
- スーパーチャンク (Superchunk)
- ティーンエイジ・ファンクラブ (Teenage Fanclub)
- サード・アイ・ファウンデーション (The Third Eye Foundation)
- ヴァーサス (Versus)
- M. ウォード (M. Ward)
- ワクサハッチー (Waxahatchee)
- ワイルド・フラッグ (Wild Flag)
- ワイ・オーク (Wye Oak)

## 主なディスコグラフィー
- Neutral Milk Hotel - In the Aeroplane Over the Sea (1998年) ピッチフォークが90年代ベストアルバムの4位に選出、Q誌やSPINなど多くの音楽メディアから評価される[3]
- The Magnetic Fields - 69 Love Songs (1999年) ローリング・ストーンのオールタイム・ベストアルバムの465位に選出される[4]
- Spoon - Kill the Moonlight (2002年) ピッチフォークが00年代ベストアルバムの19位、ローリング・ストーン誌が51位に選出[5]
- Arcade Fire - Funeral (2004年) グラミー最優秀オルタナティヴ・アルバムにノミネートされ、多くのメディアが00年代のベストアルバムの一つに選出した[6][7]
- Spoon - Gimme Fiction (2005年) 全米44位を記録[16]
- Arcade Fire - Neon Bible (2007年) 全米2位、カナダ１位、グラミー最優秀オルタナティヴ・アルバムにノミネートされ、多くのメディアが年間ベストアルバムの一つに選出[6]
- Spoon - Ga Ga Ga Ga Ga (2007年) 全米10位を記録、ピッチフォーク、ローリング・ストーン誌が年間ベストアルバムトップ10に選出[16][9]
- She & Him - Volume One (2008年) Paste Magazineが年間ベストアルバムの1位に選出[10]
- Spoon - Transference (2010年) 全米4位を記録[16]
- She & Him - Volume Two (2010年) 全米6位を記録[17]
- Arcade Fire - The Suburbs (2010年) 米英など世界各国で1位を記録、グラミー年間最優秀アルバムを受賞し、多くのメディアが年間ベストアルバムの一つに選出した[6]
- Superchunk - Majesty Shredding (2010年) A.V. Club、ローリング・ストーン誌、SPIN誌などが年間ベストアルバムの一つに選出した[18]
- Destroyer - Kaputt (2011年) ピッチフォークが年間ベストアルバム2位に選ぶなど、多くのメディアから評価を受けた[13]
- Wild Flag - Wild Flag (2011年) ローリング・ストーン誌、SPIN誌が年間ベストアルバムのトップ10に選出した[14]
- Mikal Cronin - MCII  (2013年) Paste誌が年間ベストアルバムの2位に選出するなど音楽メディアから評価を受けた[19]
- Superchunk - I Hate Music (2013年) MAGNET、ステレオガム、SPIN誌などが年間ベストアルバムの一つに選出した[20]
- Arcade Fire - Reflektor (2013年) 全米1位を記録し、多くのメディアが年間ベストアルバムの一つに選出した[6][15]